# NPP Zvezda
La AO Naučno-proizvodstvennoe predpriâtie "Zvezda" imeni G. I. Severina (in russo AO «Научно-производственное предприятие "Звезда"»?), o NPP Zvezda,  è un'azienda russa che realizza sistemi e prodotti per la sicurezza dei voli in alta quota e delle missioni spaziali con equipaggio. Ha sede a Tomilino, vicino a Mosca, e produce tute spaziali, seggiolini eiettabili ma anche bombole di ossigeno per vigili del fuoco e alpinisti, estintori e giubbotti di salvataggio.
L'azienda è stata fondata nel 1952 e produceva tute pressurizzate e sistemi per il rifornimento in volo. Attualmente è il primo produttore di seggiolini eiettabili in Russia.